# Peixe (faraó)
Peixe era um faraó do Antigo Egito, que reinou em data incerta em algum momento entre o final de Nacada IIc e início de Nacada IIIa (3500–3220/3200 a.C.). Seu nome aparece em cerâmica encontrada no Túmulo U-j de Abidos de Escorpião I. Em sua reconstrução, Günter Dreyer estipulou que é terceiro faraó mais antigo conhecido do Antigo Egito, tendo sido antecedido por Concha e sucedido por Elefante. Peixe, e os outros, é historiograficamente agrupado na dinastia 00. Outros estudiosos, como Francesco Raffaele, trabalham com a hipótese de que, na verdade, Peixe pode ser o nome de um lugar ou outra coisa.